# Repezen Foxx
Repezen Foxx（レペゼンフォックス）は、日本の元音楽ユニット、DJ集団。
Studio Candy Foxx所属。福岡県出身のメンバーで構成されており、2024年12月31日にメンバーが0人になったが、2025年以降も無人の状態で度々新作がリリースされている。
愛称はレペゼン。ファン名称は「Repekyo」「レペ狂」。
当記事では実質的な前身組織となったレペゼン地球（レペゼンちきゅう）についても扱う。

## 概要
2021年以降の所属事務所であるStudio Candy Foxxはメンバーが経営している。また、2020年まで所属していたLife Groupも元メンバーのDJ社長が代表取締役を務めていた。
レコード会社には所属しておらず、楽曲の発表は各種音楽配信サービスおよびYouTubeを使用している。楽曲動画は「シングル」と呼称しており、発表順に「○th Single」という風に表記されている。
メインチャンネルの印象が強いために度々YouTuberのグループとしてニュースになる事が多いが、本人らはそれを否定している。
YouTubeでの活動を始めるまではTwitter（現X）において「テキーラを一気飲みする」等の動画をアップロードし注目を集めていた。YouTubeにアップロードされた数々の過激な動画（排泄物や嘔吐物、陰部を露出する、放送禁止用語を連呼する等の行為が映っているもの等）を原因に一度チャンネルを停止および閉鎖されるも、その後「更生」と称し、再度Youtubeチャンネルを作り直して活動を再開。その際に削除された過去動画の一部はモザイクを追加するなどしYouTubeの掲載基準（コンプライアンス）に抵触しないよう加工を施された再編集版がチャンネルに再掲されていた。また、公式ファンクラブに加入する事で削除された動画は全て閲覧出来るようになっている。
結成当初から「ドームでのライブ」を目標に掲げており、2020年12月26日にメンバーの故郷である、福岡県の福岡PayPayドームで開催されるライブで目標を実現させた。
2020年をもってレペゼン地球は運営会社Life Groupでのトラブルにより一時解散した。「レペゼン地球」という名前が使用できなくなり、2021年から「Candy Foxx」と名前を変更。2021年6月に「Repezen Foxx」として活動を再開。「世界一のDJ集団になる」という目標を掲げ、2022年は東南アジア諸国へ活動拠点を移した。
YouTubeでは、HIKAKINやはじめしゃちょーとの共演も果たしている。また、芸能界関係では宮迫博之、田村淳、カジサック（梶原雄太）とのコラボを行った他、YouTubeで配信された無観客ライブでは、オリエンタルラジオ率いる音楽グループRADIO FISHとコラボをした。また、インフルエンサーやラッパーなどを集め、「炎上万博」という格闘技やラップバトルのイベントを開催し、YouTube上で生配信をしている。
音楽では、2022年に数々の東南アジアのアーティストとコラボをし、2023年にはタイの世界最大級音楽フェス「Rolling Loud」に出演。

## メンバー
全員が福岡県出身者であり、DJ社長の運営するイベントやバーに携わっていたことが特徴であった。最終的に11人になるとしていたが、2024年12月現在、全員が脱退している。
| 名前                 | 本名                                | 生年月日              | 血液型 | メンバーカラー | 脱退日         | 備考                                                            |
| -------------------- | ----------------------------------- | --------------------- | ------ | -------------- | -------------- | --------------------------------------------------------------- |
| ジェニファー         | ジェニファー                        | 1982年                | 不明   | 黄色           | 2020年         | マスコットキャラクター                                          |
| DJ GINTA（DJ銀太）   | 内田 匡 （うちだ ただし）           | 1995年9月27日（29歳） | A型    | 銀色           | 2024年3月31日  | GINTAに改名・ソロ活動へ移行。                                   |
| DJ MARU（DJまる）    | 松尾 竜之介 （まつお りゅうのすけ） | 1996年4月30日（29歳） | O型    | 赤             | 2024年5月19日  | ソロ活動に専念。                                                |
| DJ SHACHO（DJ社長）  | 木元 駿之介 （きもと しゅんのすけ） | 1992年8月29日（32歳） | AB型   | 青             | 2024年8月29日  | 真相不明。                                                      |
| DJ Foy （ DJふぉい） | 松本 絃歩 （まつもと いとほ）       | 1996年7月24日（29歳） | AB型   | 紫             | 2024年11月1日  | 11月1日Repezen Foxx公式X DJ SHACHOの公式YouTubeで解任が正式発表 |
| DJ WAKI（DJ脇）      | 脇 将人 （わき まさと）             | 1995年11月6日（29歳） | A型    | 黄色           | 2024年12月31日 | 12月31日Repezen Foxx公式Xで解任が正式発表                       |

- ジェニファーは、レペゼン地球時代のマスコットキャラクターで、当初は一週間前に連絡がつかなくなったDJノブの代わりとして「レペゼン地球4人目のメンバー」としてびっくりチキンで出演。その後DJ脇が鳥のマスクを被りジェニファーを名乗って活動していた。脇が素顔で活動を始めると、「可愛らしい鳥の頭にパンツ一丁の人間の体」という着ぐるみキャラとして登場。また、ジェニファーをメインに据えた楽曲も存在する。現在も活動しているが、権利は前事務所のLife Groupにあるため、レペゼンとは全く関連性がない。

## 来歴

### レペゼン地球の結成～下積み時代
2015年8月25日、DJ社長、DJふぉい、DJBANBANでレペゼン地球が結成。
2015年10月、DJBANBANが脱退。7日にDJ銀太が加入。レペゼン地球として本格的に活動を開始。
当時は現場に客が5人ほどしかいないということもあり、DJだけでは食べていけないため、バー「エルフ」の経営で生計を立てていた。この時の店長が脇で、まるがバイトをしていた。
2016年1月、YouTubeを開始。知名度も上がってくるが、活動内容を快く思わない人々も多く、ネットで悪口を書かれ続けていた。4月にYouTubeに公開した2ndシングル「YSP」の過激な歌詞がSNS上で話題になり、一気にブレイクする。
全国でDJとして活動する中で、DJ社長は「クラブに既にいるお客さんを楽しませる」という従来のやり方ではなく、「自分目当てのお客さんを作ろう」と考え、チケットぴあでチケットを販売し、昼間の時間帯にライブハウスで全国ツアーを実施。地方によっては10 - 20人しか来ない所もあったものの、東京では200人分のチケットを完売。

### 2018年
11月17日、幕張メッセにてワンマンライブを開催。チケットは完売し、観客1万5千人を動員。
11月26日、東大学園祭出演時に、パフォーマンスの最中で強制終了となるハプニングが発生。これについて主催者側の謝罪や経緯の説明はない。

### 2019年
4月1日、同日に発表された新元号をテーマとした楽曲「令和」を発表。
4月2日、理由を伏せたまま夏頃までの活動休止を発表。同月30日、活動休止は9月に行うドーム公演の為の準備期間である旨を発表。
7月17日、偽パワハラ騒動が勃発。同月20日、「パワハラ ザ ホルモン」MV内にて活動再開を発表。この動画の内容と宣伝方法に批判が集まり、動画を削除。同月27日、パワハラ騒動とその炎上を受け9月に予定されていたドーム公演を中止する旨を発表。
8月24日、チャンネル登録者数200万人を達成。
11月20日、レペゼン地球によるオリジナルシャンパン「Minerva/ミネルヴァ」解禁発表。

### 2020年
3月7日、アリーナツアーを開催するためSNSから離れる事を発表し、75thシングル『Life Goes on』を発表。しかし同月29日、新型コロナウイルス感染症（COVID-19）流行拡大の影響によるツアーの中止を発表。
6月14日、レペゼン史上初となる、YouTube上での無観客ライブを開催。同接は20万人を超えた。
8月29日、結成5周年とDJ社長の誕生祭を兼ねた、無料ライブをYouTube上で生配信。
11月4日、公式YouTubeチャンネルで、12月26日に長年の夢であったドーム（福岡ドーム）で行われるライブをもって解散する事を発表。
11月6日、74thシングル「手紙」を発表。今までに発表した曲の一部の曲がサンプリングされている。
12月26日、故郷の福岡県に所在する、福岡PayPayドームで行ったライブをもって『レペゼン地球』は解散。観客4万人を動員。解散ライブの最後、後の活動の一環である『飴狐（Candy Foxx）』という文字列が出現した。また、解散と同時に公式YouTubeチャンネルの動画が全て非公開になった（これは当時、事務所の筆頭株主と権利関係を巡る係争中であった事による一時的な判断であり、現在では視聴が可能）。

### 2021年
1月1日、「レペゼン地球の歌チャンネル」を「Candy Foxx」にチャンネル名を変更、DJ社長が主宰する音楽プロジェクト『Candy Foxx』の活動を開始。レペゼン地球時代の楽曲『5454』を再構築した1st Single『GOSHI GOSHI』を公開。僅か5日で1000万回再生を突破し、現在は4600万回再生を超える。
5月5日、新曲『ナマステカレーポリス』を発表したがインドの文化を侮辱していることからインドで炎上騒動となり僅か数日で公開削除となった。
6月1日、DJ社長がLifeGroup株式会社の筆頭株主と権利関係で係争中であることを発表。
6月4日、メインチャンネルを「【Repezen Foxx】」にチャンネル名を変更、『Repezen Foxx』として再始動。メンバーは解散前と同じ。
8月28日、Candy Foxxのプロジェクト中断を発表。アメリカや東南アジア諸国へ移住を始める。
12月27日、LifeGroup株式会社の筆頭株主と和解したことを動画内で報告。

### 2022年
2022年初頭からインドネシアとタイで活動の幅を広げ、現地のアーティストとコラボ楽曲をリリースした。
9月2日、チャンネル登録者数300万人を達成。
12月に神奈川、愛知、大阪、福岡でのライブツアーを開催し、1万5000人以上のファンを集めた。
12月17日、豊洲PIT、29日に新木場1stRINGにて格闘技イベント「炎上万博」を開催。
12月30日、YouTubeチャンネル登録者400万人を達成。
2022年をもってYouTube活動から引退することを発表したが、撤回。

### 2023年
2月8日、ラップバトルイベント「炎上万博-ラップ-」を開催。
3月5日、国立代々木競技場第一体育館で来場者1万人超のワンマンライブを実施。
3月、「関西コレクション 2023S/S | KANSAI COLLECTION 2023S/S」にて「XOXO」を披露。
3月14日、ラップバトルイベント「第二回炎上万博-斬-」を開催。
4月15日、タイで開催される世界最大級の音楽フェス「Rolling Loud Thailand 2023」に出演。
5月6日、福岡UNITEDLABにて「福岡炎上万博～修羅～」を開催。
6月4日、6月中のグループ活動休止を発表。
7月2日よりZeppツアーで音楽活動を再開。
7月24日、YouTube活動再開。また、Repezen Foxx公式ファンクラブ「レペ放題」をリリース。
8月30日、「あむぎりを救いたい【ファイナルシーズン】」というYouTube生配信企画にて、DJ社長とDJ銀太が100kmマラソンに挑戦。翌31日に両者とも完走。
9月9日、BEPPU ONSEN SHOWER FES. 2023【BOSF23】に出演。

### 2024年
3月31日、DJ銀太の脱退、改名、ソロ活動への移行を発表。
5月19日、DJまる脱退。
8月29日、DJ社長脱退。
11月1日、DJふぉいの解任を発表。
12月31日、DJ脇の解任を発表。
2025年
6月1日、RepezenFoxxを2025年を持って解散することを発表。同時に2025年12月31日にpaypayドームにて解散ライブをしたあとzepp福岡でカウントダウンライブをすると発表。また、6月6日にDJ社長が解散ライブに出演することを発表。

## ディスコグラフィ

### シングル
すべてデジタル・ダウンロード。
80thまでが「レペゼン地球」時代の楽曲。81~86thおよび『Namaste!! CURRY POLICE』は「Candy Foxx」名義だった。
現在は全て「Repezen Foxx」名義となり、通し番号も共通。
発売日と番号が前後する場合がある。
| No.          | YouTube公開日  | 配信日         | タイトル                   | 備考                                                                                |
| レペゼン地球 | レペゼン地球   | レペゼン地球   | レペゼン地球               | レペゼン地球                                                                        |
| ------------ | -------------- | -------------- | -------------------------- | ----------------------------------------------------------------------------------- |
| 1st          | 2016年3月27日  | 2016年8月18日  | 5454                       | YouTubeは短縮版                                                                     |
| 2nd          | 2016年4月14日  | 2016年8月18日  | YSP                        |                                                                                     |
| 3rd          | 2016年8月20日  | 2016年8月21日  | カットバセ                 |                                                                                     |
| 4th          | 2016年9月20日  | 2016年9月20日  | オフコース                 |                                                                                     |
| 5th          | 2017年1月4日   | 2017年1月5日   | グリンピース               |                                                                                     |
| 6th          | 2017年1月22日  | 2017年1月10日  | Bounce Time                |                                                                                     |
| 7th          | 2017年1月24日  | 2017年1月10日  | okawari                    |                                                                                     |
| 8th          | 2017年2月2日   | 2017年1月10日  | パチンカス                 |                                                                                     |
| 9th          | 2017年2月8日   | 2017年1月10日  | テキ乱                     |                                                                                     |
| 10th         | 2017年3月2日   | 2017年1月10日  | 福岡事変                   |                                                                                     |
| 11th         | 2017年2月20日  | 2017年1月10日  | リメンバー                 |                                                                                     |
| 12th         | 2017年2月16日  | 2017年1月10日  | LifeSong                   |                                                                                     |
| 13th         | 2017年4月12日  | 2017年1月10日  | ジェニファーランド         |                                                                                     |
| 14th         | 2017年5月7日   | 2017年5月7日   | 4545                       |                                                                                     |
| 15th         | 2017年5月24日  | 2017年5月23日  | キオトン                   |                                                                                     |
| 16th         | 2017年5月31日  | 2017年5月31日  | だけど                     |                                                                                     |
| 17th         | 2017年6月9日   | 2017年6月7日   | Matsuri                    |                                                                                     |
| 18th         | 2017年6月15日  | 2017年6月14日  | 8小節ゲーム(改)            | YouTubeでのタイトルは『8小節ゲーム-改-』                                            |
| 19th         | 2017年6月25日  | 2017年6月23日  | アングラ                   |                                                                                     |
| 20th         | 2017年7月12日  | 2017年7月12日  | 名古屋乱ド                 |                                                                                     |
| 21st         | 2017年8月3日   | 2017年8月2日   | あげほい                   |                                                                                     |
| 22nd         | 2017年8月5日   | 2017年8月5日   | Earth                      |                                                                                     |
| 23rd         | 2017年8月27日  | 2017年8月13日  | ごめんな                   |                                                                                     |
| 24th         | 2017年8月30日  | 2017年8月13日  | 嬢歌                       |                                                                                     |
| 25th         | 2017年10月15日 | 2017年10月14日 | お前へ                     |                                                                                     |
| 26th         | 2017年10月21日 | 2017年10月21日 | ジェニファートライブ       |                                                                                     |
| 27th         | 2017年12月8日  | 2017年12月7日  | 8585                       |                                                                                     |
| 28th         | 2017年10月23日 | 2017年10月24日 | ハロウィンパーティー！！   |                                                                                     |
| 29th         | 2017年12月11日 | 2017年12月11日 | ほんじゃらかXmas           |                                                                                     |
| 30th         | 2018年2月3日   | 2018年1月7日   | 大阪TRIBE                  |                                                                                     |
| 31st         | 2018年3月11日  | 2018年3月1日   | バスターコール             |                                                                                     |
| 32nd         | 2018年5月17日  | 2018年3月1日   | FF街                       |                                                                                     |
| 33rd         | 2018年3月16日  | 2018年3月16日  | Mr.C                       |                                                                                     |
| 34th         | 2018年2月14日  | 2018年2月12日  | チョコソン                 |                                                                                     |
| 35th         | 2018年4月16日  | 2018年4月12日  | Like a BABY                |                                                                                     |
| 36th         | 2018年3月9日   | 2018年3月6日   | 轍                         |                                                                                     |
| 37th         | 2018年4月9日   | 2018年3月20日  | Fly High                   |                                                                                     |
| 38th         | 2018年4月25日  | 2018年4月12日  | メモリー                   |                                                                                     |
| 39th         | 2019年8月31日  | 2018年4月12日  | ジェニファーアイランド     |                                                                                     |
| 40th         | 2018年7月1日   | 2018年7月1日   | -0-Tokyo                   |                                                                                     |
| 41st         | 2018年8月6日   | 2018年8月3日   | ブタ☆ゴリラ                |                                                                                     |
| 42nd         | 2018年8月3日   | 2018年8月3日   | バリ夏                     |                                                                                     |
| 43rd         | 2018年7月30日  | 2018年7月18日  | レペゼン                   |                                                                                     |
| 44th         | 2018年8月1日   | 2018年8月2日   | ATMでいいから              |                                                                                     |
| 45th         | 2018年8月21日  | 2018年9月3日   | 俺たちのラブソング         |                                                                                     |
| 46th         | 2018年8月13日  | 2018年8月15日  | 合図合図                   |                                                                                     |
| 47th         | 2018年7月26日  | 2018年8月2日   | GachiBokore                | スマホゲーム「THE KING OF FIGHTERS ALLSTAR」とのタイアップ曲 MVにボブ・サップが出演 |
| 48th         | 2018年8月14日  | 2018年8月15日  | ハメ                       |                                                                                     |
| 49th         | 2018年9月28日  |                | HANABI                     | アルバム「地球アイランド」に収録                                                    |
| 50th         | 2018年8月23日  | 2018年8月23日  | 琉球アイランド             |                                                                                     |
| 51st         | 2018年11月5日  |                | Hangover                   | アルバム「地球アイランド」に収録                                                    |
| 52nd         | 2018年8月31日  | 2018年9月3日   | ジェニパラ                 |                                                                                     |
| 53rd         | 2019年3月23日  | 2019年8月13日  | 072                        |                                                                                     |
| 54th         | 2018年11月29日 | 2019年1月2日   | 荒野魂                     | ゲーム「荒野行動」とのタイアップ曲                                                  |
| 55th         | 2019年3月14日  | 2019年3月25日  | Say recognize              |                                                                                     |
| 56th         | 2019年1月1日   | 2019年1月2日   | 正月                       |                                                                                     |
| 57th         | 2019年3月1日   | 2019年3月6日   | TRIGGER                    |                                                                                     |
| 58th         | 2019年3月12日  | 2019年3月13日  | 卒業                       |                                                                                     |
| 59th         | 2019年4月20日  | 2019年4月15日  | ぽしゃけかーにばる         |                                                                                     |
| 60th         | 2019年4月22日  | 2019年4月18日  | サッポロパラダイス         |                                                                                     |
| 61st         | 2019年4月1日   | 2019年4月1日   | 令和                       |                                                                                     |
| 62nd         | 2019年4月24日  | 2019年4月25日  | ヤドカリ                   |                                                                                     |
| 63rd         | 2019年4月25日  | 2019年4月25日  | Ageha                      |                                                                                     |
| 64th         | 2019年4月30日  | 2019年5月1日   | 花鳥風月                   |                                                                                     |
| 65th         | 2019年4月29日  | 2019年4月29日  | J                          |                                                                                     |
| 66th         | 2019年7月21日  | 2019年8月13日  | O2MEN                      |                                                                                     |
| 67th         | 2019年7月23日  | 2019年7月25日  | こうせい ざ たぴおか       |                                                                                     |
| 68th         | 2019年7月24日  | 2019年8月7日   | ババババースデー           |                                                                                     |
| 69th         | 2019年8月31日  | 2019年9月1日   | カゲロウ                   |                                                                                     |
| 70th         | 2020年11月4日  | 2020年11月5日  | 博多Life                   |                                                                                     |
| 71st         | 2019年12月6日  | 2019年12月7日  | He is Perfect              | MVに乙武洋匡が出演                                                                  |
| 72nd         | 2020年3月1日   | 2020年3月2日   | 来世がウニでも             |                                                                                     |
| 73rd         | 2020年2月18日  | 2020年2月17日  | ミンナチガッテミンナワルイ |                                                                                     |
| 74th         | 2020年11月6日  | 2020年11月9日  | 手紙                       |                                                                                     |
| 75th         | 2020年3月7日   | 2020年3月10日  | Life Goes on               |                                                                                     |
| 76th         | 2020年7月12日  | 2020年7月13日  | ここにいるよ               | DJ Foyの父である松本ケンジが作詞作曲 YouTube収益はDJ Foyの家族へ寄付                |
| 77th         | 2020年12月9日  | 2020年2月28日  | N-F                        |                                                                                     |
| 78th         | 2020年10月18日 | 2020年10月24日 | 想い                       |                                                                                     |
| 79th         | 2020年12月25日 | 2020年12月25日 | REP                        |                                                                                     |
| 80th         | 2020年12月28日 | 2020年12月28日 | JAPAN incident             |                                                                                     |
| Candy Foxx   |                |                |                            |                                                                                     |
| 81st         | 2021年1月1日   | 2021年1月1日   | GOSHI GOSHI                |                                                                                     |
| 82nd         | 2021年2月2日   | 2021年2月4日   | SUSHI YAKUZA               |                                                                                     |
| 83rd         | 2021年3月3日   | 2021年3月4日   | Last Lost SAMURAI          |                                                                                     |
| 84th         | 2021年4月4日   | 2021年4月5日   | YOGA MONK                  |                                                                                     |
| 85th         | 2021年6月6日   | 2021年6月7日   | OMEN                       |                                                                                     |
| 86th         | 2021年8月8日   | 2021年8月9日   | LAKILAKI WASABI            |                                                                                     |
| Repezen Foxx |                |                |                            |                                                                                     |
| 87th         | 2021年7月7日   | 2021年7月8日   | Repezen                    |                                                                                     |
| 88th         | 2022年2月22日  | 2022年2月25日  | 222                        |                                                                                     |
| 89th         | 2022年3月6日   | 2022年3月7日   | MIYABI                     | feat. Maria Ozawa                                                                   |
| 90th         | 2022年4月16日  | 2022年4月16日  | JOGJA JIHEN                |                                                                                     |
| 91st         | 2022年7月28日  | 2022年7月28日  | I Remember (Remix)         | feat. Mocca & HIROAKI KATO                                                          |
| 92nd         | 2022年7月31日  | 2022年7月31日  | Life                       |                                                                                     |
| 93rd         | 2022年7月21日  | 2022年7月21日  | Bali land                  | feat. DJ Evelin & Nadya Almira Puteri                                               |
| 94th         | 2022年8月7日   | 2022年8月7日   | We don't care              | feat. N/A                                                                           |
| 95th         | 2022年8月13日  | 2022年8月14日  | TOP ONE                    | feat. Oak Soe Khant                                                                 |
| 96th         | 2022年8月19日  | 2022年8月19日  | XOXO                       | feat. SPRITE                                                                        |
| 97th         | 2022年9月22日  | 2022年9月22日  | Let me know                | feat. P-hot                                                                         |
| 98th         | 2022年9月30日  | 2022年9月30日  | Recall Memory              | feat. Wonderframe                                                                   |
| 99th         | 2022年12月30日 | 2022年12月26日 | ピッピ400                  |                                                                                     |
| 100th        | 2022年9月13日  | 2022年9月13日  | Thailand                   |                                                                                     |
| 101st        | 2022年12月1日  | 2022年12月1日  | Bulldog                    |                                                                                     |
| 102nd        | 2023年2月9日   | 2023年2月5日   | ジェニファー               |                                                                                     |
| 103rd        | 2023年3月7日   | 2023年3月5日   | NaNaNa Tokyo               | feat. 24kGoldn                                                                      |
| 104th        | 2023年4月2日   |                | Hate your life             | 楽曲の作り替えを発表、配信なし                                                      |
| 104th        | 2023年5月31日  | 2023年6月7日   | RESPECT MY LIFE            |                                                                                     |
| 105th        | 2023年5月5日   | 2023年5月15日  | Champion boy               |                                                                                     |
| 106th        | 2023年7月30日  | 2023年8月1日   | Foxx Tribe                 |                                                                                     |
| 107th        | 2023年8月5日   | 2023年8月7日   | Cowboy                     | feat. ZENTYARB                                                                      |
| 108th        | 2023年8月17日  | 2023年8月23日  | Margarita                  | feat. WONDERFRAME, P-HOT, DREAMHIGH                                                 |
| 109th        | 2023年8月26日  | 2023年8月27日  | To The Top                 | feat. OakSoeKhant                                                                   |
| 110th        |                |                |                            |                                                                                     |
| 111th        | 2023年8月29日  | 2023年8月31日  | 香椎1-1-1                  |                                                                                     |
| 112th        | 2023年12月15日 | 2023年12月6日  | Battle Battle              | 「Battle Of The Year 2023」とのタイアップ曲                                         |

通し番号なし
| YouTube公開日 | 発売日        | タイトル                   | 備考                                                               |
| レペゼン地球  | レペゼン地球  | レペゼン地球               | レペゼン地球                                                       |
| ------------- | ------------- | -------------------------- | ------------------------------------------------------------------ |
| 2019年7月20日 |               | Power the Hormon           | 元々のタイトルは「パワハラ ザ ホルモン」                           |
| Candy Foxx    |               |                            |                                                                    |
| 2021年5月5日  | 2021年5月5日  | Namaste!! CURRY POLICE     | 動画削除、配信停止                                                 |
| Repezen Foxx  |               |                            |                                                                    |
|               | 2022年1月12日 | レペゼン-2022-             |                                                                    |
| 2022年1月18日 | 2022年1月13日 | REPEZEN -BAHASA INDONESIA- | YouTube上では「43st Single」と記載                                 |
|               | 2022年2月22日 | 222 (☆ギャン可愛ピーまん)  |                                                                    |
| 2023年4月10日 | 2023年4月24日 | XOXO (remix)               |                                                                    |
| 2023年8月9日  | 2023年8月10日 | 5454 (みき江事変 ver.)     | DJ社長の母である木元みき江が参加                                   |
| 2023年8月22日 | 2023年8月23日 | 福岡事変-極-               | feat. LANCE(ONE☆DRAFT), Natural Radio Station,福岡市長(高島宗一郎) |
| 2024年8月29日 | 2024年9月15日 | eee                        | 各配信サイトでは2024年9月1日にリリースされたことになっている。     |
| 2024年11月8日 |               | 不憫ボーイズ               | feat. DJ? Foy                                                      |

### アルバム
|              | 発売日         | タイトル       | 規格         | 規格                   | 備考                               |
| レペゼン地球 | レペゼン地球   | レペゼン地球   | レペゼン地球 | レペゼン地球           | レペゼン地球                       |
| ------------ | -------------- | -------------- | ------------ | ---------------------- | ---------------------------------- |
| 1st          | 2017年1月10日  | 地球事変       | CD           | デジタル・ダウンロード | 1000枚限定販売                     |
| 2nd          | 2017年8月13日  | 地球乱ド       | CD+DVD       | デジタル・ダウンロード |                                    |
| 3rd          | 2018年4月12日  | 地球TRIBE      | CD+DVD       | デジタル・ダウンロード |                                    |
| 4th          | 2018年9月3日   | 地球アイランド | CD+DVD       | デジタル・ダウンロード |                                    |
| 5th          | 2019年9月6日   | 地球パラダイス | CD+DVD       | デジタル・ダウンロード |                                    |
| 6th          | 2020年12月26日 | 地球           | CD           | CD                     | クラウドファンディングのリターン品 |

### リミックス・アルバム
|              | 発売日        | タイトル       | 規格         | 備考                                     |
| レペゼン地球 | レペゼン地球  | レペゼン地球   | レペゼン地球 | レペゼン地球                             |
| ------------ | ------------- | -------------- | ------------ | ---------------------------------------- |
| 1st          | 2020年4月25日 | 親ト聞ケル青   | CD+DVD       |                                          |
| 2nd          | 2020年4月25日 | 親ト聞ケナイ赤 | CD+DVD       | タイトルがオリジナル版と異なる楽曲も収録 |

### Non Stop Club DJ Mix
|              | 発売日        | タイトル      | 規格         | 備考                                                 |
| Repezen Foxx | Repezen Foxx  | Repezen Foxx  | Repezen Foxx | Repezen Foxx                                         |
| ------------ | ------------- | ------------- | ------------ | ---------------------------------------------------- |
| Vol.1        | 2024年9月21日 | BALI JIHEN    | Digital      | YouTubeでは2024年7月24日公開。 新曲6作収録           |
| Vol.2        | 2025年1月1日  | DAIMYO JIHEN  | Digital      | 「Repezen Foxx, LocodeFarmacia」名義。 新曲5作収録   |
| Vol.3        | 2025年2月2日  | OYAFUKO JIHEN | Digital      | 「Repezen Foxx」名義だが「DJ NOMA」の楽曲も3作収録。 |
| Vol.4        | 2025年3月3日  | UDAGAWA JIHEN | Digital      | 「Repezen Foxx, Devincy」名義。 新曲3作収録          |

### ベスト・アルバム
|              | 発売日        | タイトル               | 規格         | 備考                                                                    |
| Repezen Foxx | Repezen Foxx  | Repezen Foxx           | Repezen Foxx | Repezen Foxx                                                            |
| ------------ | ------------- | ---------------------- | ------------ | ----------------------------------------------------------------------- |
| 1st          | 2024年1月30日 | 全ての地球にありがとう | CD（2枚組）  | 新曲「Batabata」収録。 収録曲の大半が本作のみのリミックスとなっている。 |

### 映像作品
|              | 発売日         | タイトル                                                             | 規格         | 備考                                                                                                  |
| レペゼン地球 | レペゼン地球   | レペゼン地球                                                         | レペゼン地球 | レペゼン地球                                                                                          |
| ------------ | -------------- | -------------------------------------------------------------------- | ------------ | --- |
| 1st          | 2017年12月20日 | 地球事変×地球乱ド LIVE DVD&MIX CD                                    | DVD+CD       | 2000枚限定販売。 レペゼン地球 地球乱ド 全国ツアー渋谷 Harlem公演の映像が収録されている。              |
| 2nd          | 2018年9月23日  | 地球TRIBEツアー レペゼン地球LIVE DVD                                 | DVD          | 3000枚限定販売。 レペゼン地球 地球TRIBE全国ツアー名古屋ReNY公演の映像が収録されている。               |
| 3rd          | 2018年12月16日 | レペゼン地球 3rd Anniversary 2018.8.28 Zepp DiverCity（TOKYO）       | DVD          | 6000枚限定販売。 レペゼン地球 地球アイランド全国ツアー東京 Zepp DiverCity公演の映像が収録されている。 |
| 4th          | 2019年11月3日  | レペゼン地球 親・恋人とは行けないLIVE 2018.11.17 幕張メッセ          | DVD          | |
| 5th          | 2020年12月26日 | 博多Life REPRESENT THE EARTH -HAKATA LIFE- FUKUOKA PAYPAY DOME       | DVD          | クラウドファンディングのリターン品                                                                    |
| Repezen Foxx |                |                                                                      |              | |
| 6th          | 2023年12月21日 | AGESTOCL 2023 Repezen Foxx TOKYO LIFE in 国立代々木競技場 第一体育館 | DVD          | 絶対に親・恋人と行けるバチぼこ綺麗なライブ PPVプレミアムチケット特典                                  |

### 参加作品
| 発売日        | アーティスト  | タイトル           |
| ------------- | ------------- | ------------------ |
| 2022年9月9日  | Oak Soe Khant | LowKey             |
| 2022年9月30日 | Wonderframe   | Onlyfans           |
| 2023年1月19日 | N/A           | แล้วเราค่อยพบกันอีกทีนึง |
| 2023年4月5日  | DABOYWAY      | BAKA               |
| 2023年7月14日 | ZENTYARB      | Airport            |

## 書籍
- 2022年12月16日 『大炎上　レペゼンフォックス1stArtistBOOK』 - Repezen Foxx（宝島社） ISBN 978-4299036421
- 2023年3月17日 『DJふぉいフォトエッセイ 「#チラ裏」』 - DJ ふぉい（KADOKAWA）ISBN 978-4048975490
- 2023年12月15日『好きなことで生きていく』 - DJ社長（NORTH VILLAGE）ISBN 978-4861133978

## 出演

### テレビ
- オールナイトフジコ（2023年8月19日、フジテレビ）

## 受賞歴
- The Best Music Influencers (2022)（2023年6月9日、TuneCore Japan）[49]